# Oak Sung-Deuk
Oak Sung-Deuk (Hangul: 옥성득; 11 de diciembre de 1959) es un coreano estadounidense que se desempeña  como profesor que estudia historia cristiana coreana, historia moderna coreana e historia religiosa coreana en la Universidad de California en Los Ángeles.

## Biografía
Se graduó de la escuela secundaria en Masan después de asistir a la escuela secundaria en Geoje, Provincia de Gyeongsang del Sur. Después de inscribirse en la Universidad Nacional de Seúl, sirvió como soldado del ejército en Inje, Provincia de Gangwon. En su tercer año de literatura inglesa en la Universidad Nacional de Seúl, decidió estudiar historia cristiana coreana y aprendió como asistente personal del profesor Lee Man-yeol. Después de graduarse, se trasladó al Departamento de Historia de Corea. Después de graduarse del seminario, fue ordenado pastor en 1993 y estudió en los Estados Unidos en la Universidad de Boston fue instruido por el profesor. Dana L. Robert. Desde 2002, ha estado enseñando en la Universidad de California, Los Ángeles (UCLA).